# Johann Gottlieb Portmann
Johann Gottlieb Portmann (Oberlichtenau, 4 de desembre de 1739 - Darmstadt, 27 de setembre de 1798) fou un compositor alemany.
Fou cantor alemany de la cort de Darmstadt i del Pedagogium`. A Darmstadt tingué entre altres alumnes a Karl Jacob Wagner i en Georg Abraham Schneider, que més tard seria el seu gendre.
Publicà les obres següents:
- Leichtes Lehrbuch der Harmonie,
- Komposition und Generalbasses, (1789),
- Kurzer Musikalischer Unterricht für Anfânger und Liebhaber,
- Die neuesten und wichtigstein Endtckungen in der Harmonie,
- Melodie und doppelten Kontrapunkt, (1798),
- Musik auf das Pftngstfest,
- Naues Hessen-Darmstâdtisches Gesangbuch.